# Louis Otten
Louis „Lou” Otten (ur. 5 listopada 1883 w Rijswijk, zm. 7 listopada 1946 w Hadze) –  holenderski lekarz i piłkarz grający na pozycji obrońcy. W swojej karierze rozegrał 12 meczów w reprezentacji Holandii. 

## Kariera klubowa
W swojej karierze piłkarskiej Otten grał w klubie Quick Den Haag. W sezonie 1907/1908 wywalczył z nim mistrzostwo Holandii, a w sezonie 1910/1911 zdobył z nim Puchar Holandii.

## Kariera reprezentacyjna
W reprezentacji Holandii Otten zadebiutował 21 grudnia 1907 roku w przegranym 2:12 towarzyskim meczu z Anglią, rozegranym w Darlington. W 1908 roku był w kadrze Holandii na igrzyska olimpijskie w Londynie. Na tych igrzyskach zdobył brązowy medal. Od 1907 do 1911 roku rozegrał w kadrze narodowej 12 meczów.

## Po zakończeniu kariery
Po ukończeniu studiów medycznych, wyjechał do Holenderskich Indii Wschodnich (obecnie Indonezja), gdzie pracował jako bakteriolog w Instytucie Pasteura w Dżakarcie. Od 1934 był członkiem Królewskiej Holenderskiej Akademii Sztuk i Nauk.
W 1935 roku Otten odkrył szczepionkę przeciwko dżumie. Przeżył internowanie w japońskich obozach. Zmarł wkrótce po zakończeniu II wojny światowej.